# Schweizer biographisches Archiv
Das Schweizer Biographische Archiv (Archives biographiques suisses; Archivio biografico svizzero; SBA) ist ein biografisches Nachschlagewerk, das von 1952 bis 1958 in 6 Bänden unter der Redaktion von Willy Keller herausgegeben wurde und in Zürich im „EPI Verlag internationaler Publikationen“ erschienen ist. Es „gibt in Kurzbiographien in Wort und Bild Auskunft über schweizerische Zeitgenossen, die im kulturellen, wirtschaftlichen, politischen, militärischen und sportlichen Leben unseres Landes eine Rolle spielen“. „Die Erstellung der Biographien erfolgte auf Grund von Fragebogen, die an alle ins Archiv aufzunehmenden Persönlichkeiten versandt und von diesen selbst ausgefüllt wurden. […] Jede Biographie ist in derjenigen Landessprache abgefasst, welche die befragte Persönlichkeit selber zur Ausfüllung des Fragebogens gewählt hat“.
Das SBA erschien unter dem Patronat von Hans Bernoulli, Eugen Bircher, Linus Birchler, Robert Bratschi, Karl Brunner, Carl Doka, Emil Georg Bührle, Carl Jacob Burckhardt, Eugen Dietschi, Gottlieb Duttweiler, Hans Hofmann, Ernst Howald, Oskar Howald, Eugène Martin, Paul Meierhans, Hans Münch, Joseph Piller, Aleardo Pini, Michel Plancherel, Gonzague de Reynold, Edmund Richner, Hans Rudolf Schinz, Oskar Vasella, Karl Weber, Karl Wick, Henri de Ziegler und Giuseppe Zoppi.
Es stellt eine der (zahlreichen) Grundlagen des Deutschen Biographischen Index dar.